# ガエル・ファイユ
ガエル・ファイユ（Gaël Faye, 1982年8月6日 - ）はブルンジのブジュンブラ出身のフランス・ルワンダ系のラッパー、歌手、シンガーソングライター、作家である。

## 経歴

### 青年時代
ガエル・ファイユはルワンダ人の母とフランス人の父のもと、1982年にブジュンブラに生まれた。母親は、1959年の革命に続くツチへの迫害の最初の波を受けてブルンジに亡命していた, , 。ブルンジ、フランス両国の国籍を有する。
1993年のブルンジ内戦と1994年のルワンダにおけるツチ虐殺を受け、13歳のときに母国を離れてフランスに発った。本国送還者のリストに入れられ、フランス本土に到着したのは1995年4月のことであった。当初はオヨナ近郊の受入れ家族のもとに寄宿し、それからヴェルサイユに住む母親に合流した。
思春期にラップとヒップホップを発見する。音楽は亡命の苦しみを表現し、出自を見失った自己を再構築する手段になった。
ヴェルサイユのジュール・フェリー高校および商業学校で学び、国立保険学院（ENAss）で財政学の修士号を得る。ロンドンの投資会社で二年働いてから, 、同地を離れて文筆と音楽に打ち込んだ。

### キャリア

#### 音楽
ガエル・ファイユはアプカス（アラン・カッサンドラ）、サーブ、ヌグス、エドガール・セクロカたちとともに「インクの歌」（Chant d'encre）というグループに所属した, 。
エドガール・セクロカとは「ミルク・コーヒー・アンド・シュガー」というグループを結成。二人は2009年にアルバムを発表し、2011年には音楽フェスティバル「ブールジュの春」で「発見」枠にノミネートされた。セクロカは2015年に脱退する。
最初のソロアルバム「バター・クロワッサンの上のピリ・ピリ（唐辛子）」はモータウン・フランスというレーベルから2013年に発表された。作曲家としてギヨーム・ポンスレが加わったこのアルバムは、パリとブジュンブラの両方で収録された, 。イギリスの歌手ボンガと「大統領」（Président）という曲でコラボしている。他にピトシェン・カンビロ、トゥミ・モルカン、ベン・ロンクル・ソウルなどが収録に参加している。アルバムはフランス語圏の新曲として高校生のシャルル・クロ賞（2012-2014）を受賞している。
フランス・オー局が配信したドキュメンタリー「二つの川が交わるとき」（監督：ニコラ・ボジノ、トゥマニ・サンガレ）は、ファイユのキャリアを取材している。
2015年、エクスキューズ・マイ・フレンチ社とマネージメント契約を結ぶ。
ムラトゥ・アスタケ、ボンガ・クエンダ、コリンガ、ベン・ロンクル・ソウル、ソウル・ウィリアムズなど、多くのアーティストとのコラボレーションを行っている。
2018年10月19日、フラヴィア・コエーリョを歌姫として「ブラジリアン・バラード」を発表。これは同年11月2日発売予定の２枚目のEP「花たち」のシングル曲になる。2019年にはオクシモ・プッチーノのアルバム「ラ・ニュイ・デュ・レヴェイユ」に参加し、「それが人生だから」（Parce que la vie）を歌った。
２枚目のアルバム「意地悪な月曜日」（Lundi méchant）は2020年11月6日に発表された。最初のシングル「レスピール」（Respire）は2020年8月26日に発表。
2021年、フランス国鉄（SNCF）のためのCM「六角形」（Hexagonal）に契約した。
2022年5月30日、アルバム「意地悪な月曜日」は彼のキャリアでは初めてゴールド・ディスクに認定された。
2022年7月1日、EP「モーヴ・ジャカランダ」を発表。植物三部作の最後の一作となった。

#### 文学

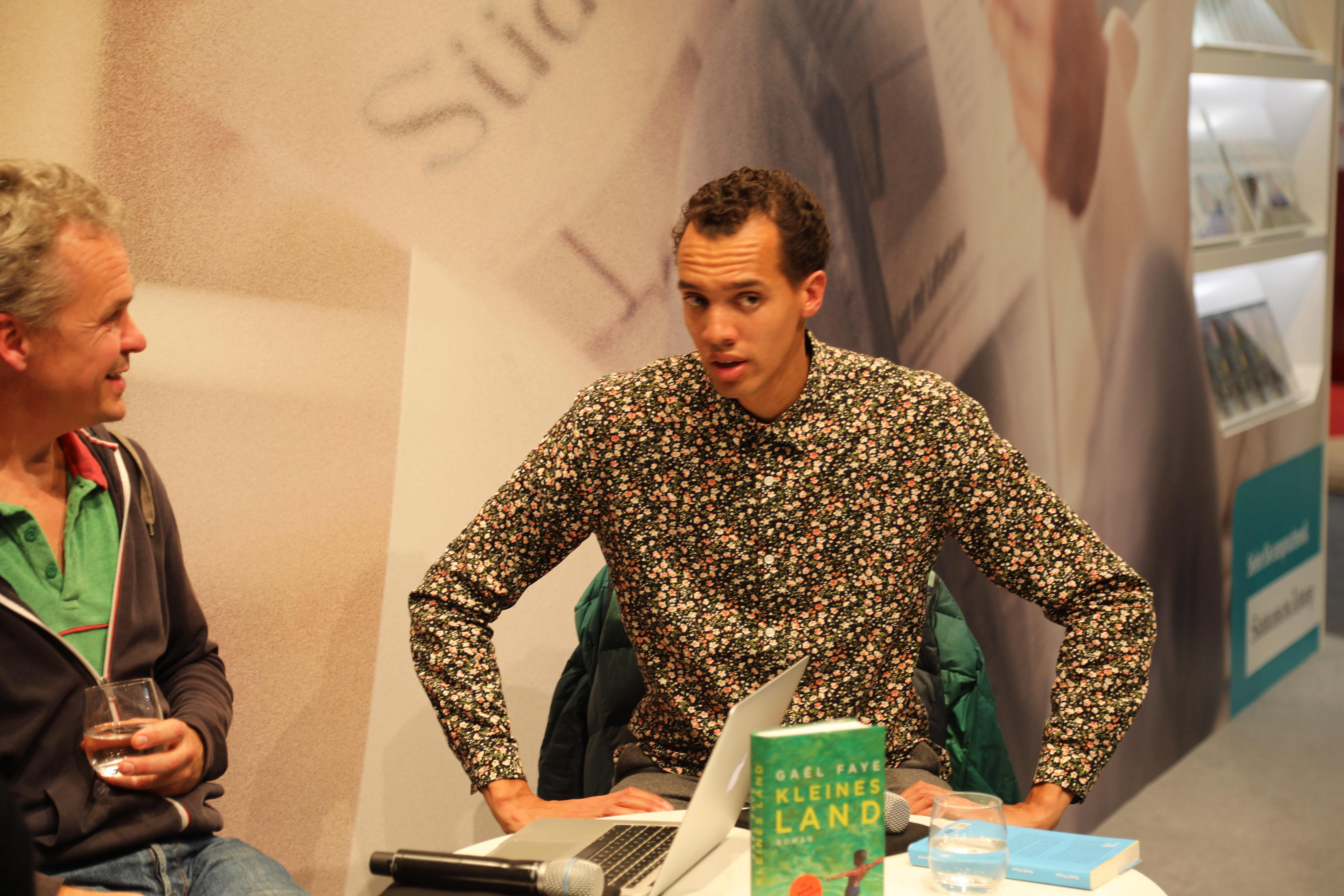
2017年、フランクフルト・ブックフェアで自作『ちいさな国で』のドイツ語訳を紹介するガエル・ファイユ。

2016年8月、自伝的内容を含む最初の小説『ちいさな国で』をグラッセ社から刊行。批評家から好評で迎えられ、多くの文学賞（Fnac小説賞, 、処女小説賞、高校生ゴンクール賞, 、フランス・キュルチュールーテレラマ学生小説賞）を受賞する。ガエル・ファイユは同作の成功により名声を勝ち取った。2016年9月24日にはテレビ番組「On ne s'est pas couché」に出演、インタビューやサイン会にも多く応じた。
2017年、小説の文庫化に際して、30日以上かけてフランス国内をまわる音楽付き朗読のツアーを行った。ギタリストのサミュエル・カマンジがツアーに加わり、朗読と音楽が一体となった企画であった。
『ちいさな国で』はエリック・バリビエ監督により映画化された（シナリオにはガエル・ガイユも共同参加）。映画はルワンダで撮影され、2020年に公開された。
2020年、CD付き書籍である『終わりなき午後の憂鬱』（L'Ennui des après-midi sans fin）を刊行。
2021年、写真家エリオット・ヴェルディエのために、写真文集『夜明けに向かって』（Reaching for Dawn）のための文章をレイマ・グボウィーと共同執筆する。
2024年、グラッセ社から2冊目の小説『ジャカランダ』を刊行。ルノードー賞を受賞する, 。ゴンクール賞および日本の学生が選ぶゴンクール賞にもノミネートされ、「第４回日本の学生が選ぶゴンクール賞」を受賞。同作は1994年の虐殺の後のルワンダ再建を四世代にわたって物語る内容。Audiolib社からオーディオ・ブック版を刊行するときには、2016年の『ちいさな国で』の時と同様に自身が朗読を行った。2016年のオーディオブックは著者とのインタビューも付属しており、オーディオリブ賞を受賞しており、2017年にはアカデミー・シャルル・クロが主催する賞を受けている。

### 私生活
2015年以降、ルワンダの首都キガリに妻子と共に在住。彼はルワンダ損害賠償団体の創設者であるゴーティエ夫妻の婿である, 、同団体の秘書を務めている。

## 刊行物

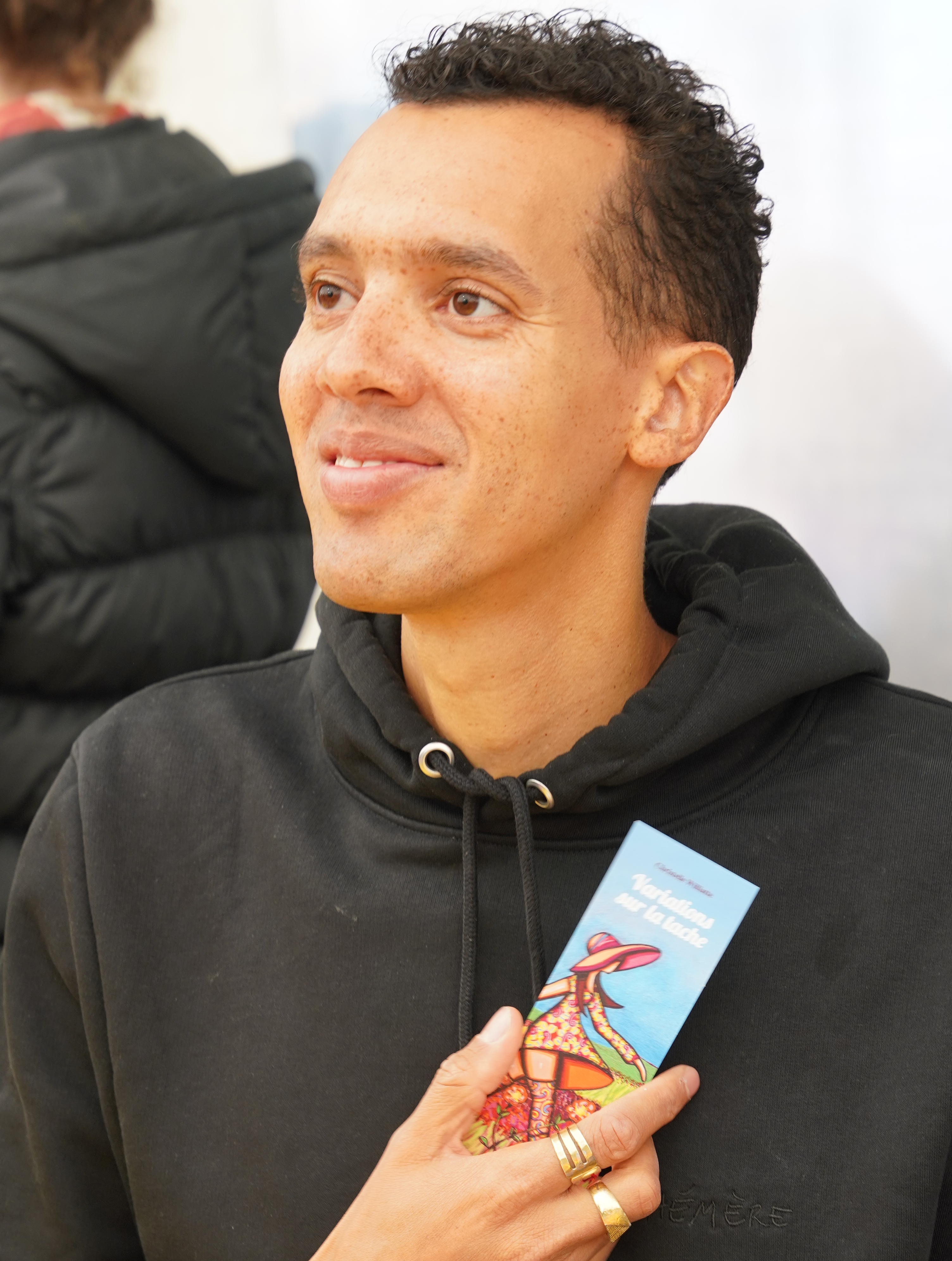
2024年、『ジャカランダ』刊行時のイベント「本をその場で」（Le Livre sur la place）のサイン会にて。

### フィクション作品
- Petit Pays (Grasset ed.). Paris. (2016). pp. 224. ISBN 978-2-246-85733-4
  - 『ちいさな国で』加藤かおり訳、早川書房、2017年（文庫版2020年）
- Jacaranda (Grasset ed.). Paris. (2024). pp. 288. ISBN 978-2246831457

### オーディオ・ブック
- Petit pays, suivi d'un entretien avec l'auteur, lu par l'auteur, Paris, Audiolib, 2016, 5h40 (ISBN 9782367622804 et 9782367623306)
- Jacaranda, lu par l'auteur, Paris, Audiolib, 2024, 6h55 (ISBN 9791035416621 et 9791035417215)

## 受賞歴
- Prix Charles-Cros des lycéens
- Prix du roman Fnac 2016 pour Petit Pays
- Prix du premier roman français 2016 pour Petit Pays
- Prix Goncourt des lycéens 2016 pour Petit Pays
- Prix Choix Goncourt de l'Orient 2016 pour Petit Pays
- Liste Goncourt: le choix polonais 2016[32] pour Petit Pays
- Prix du roman des étudiants France Culture-Télérama 2016 pour Petit Pays
- Finaliste du Prix Goncourt 2016[33] pour Petit Pays
- Sélection du Prix Patrimoines 2016[34] pour Petit Pays
- Coup de cœur Parole Enregistrée et Documents Sonores 2017 de l’Académie Charles-Cros, proclamé le 15 septembre 2019 au Jardin du Musée Jean de la Fontaine à Château-Thierry[35]
- Victoires de la musique 2018 : Révélation scène
- Nommé au prix Charles-Cros des lycéens lors de la sélection-2020-2021 pour sa chanson Respire[36]
- Grand Prix du Public 2023 au Festival du documentaire sur la Justice[37]
- Prix Renaudot 2024 pour Jacaranda[38]